# اوزنک
شهر اوزنک  در سی گسته (ولکره) در کانتون سنت گالن در کشور سوئیس واقع شده‌است که ۵٬۴۰۰ نفر  جمعیت دارد.